# Mydas tricolor
Mydas tricolor är en tvåvingeart som först beskrevs av Christian Rudolph Wilhelm Wiedemann 1831.  Mydas tricolor ingår i släktet Mydas och familjen Mydidae.
Artens utbredningsområde är Kuba. Inga underarter finns listade i Catalogue of Life.